# العدن (صعفان)

تعديل مصدري - تعديل

العدن هي إحدى قرى عزلة الجرواح بمديرية صعفان التابعة لمحافظة صنعاء، بلغ تعداد سكانها 96 نسمة حسب تعداد اليمن لعام 2004.